# Chtchoutchie
Chtchoutchie (en russe : Щучье) est une ville de l'oblast de Kourgan, en Russie, et le centre administratif du raïon de Chtchoutchie. Sa population s'élevait à 10 310 habitants en 2016.

## Géographie
Chtchoutchié est située au bord du lac Chtchoutchié, à 165 km à l'ouest de Kourgan et à 1 579 km à l'est de Moscou.

## Histoire
Chtchoutchie a été fondée en 1750 sur la rive du lac du même nom (du russe : щука, chtchouka, pour « brochet »). Depuis la fin du XIXe siècle, Chtchoutchie est reliée au chemin de fer Transsibérien. Chtchoutchie a le statut de ville depuis 1945.
À proximité se trouve le plus important stock d'armes chimiques de l'armée russe, où sont entreposées en 2009 environ 5 400 tonnes de sarin, de soman, et de gaz VX soit 14 % du total de celui-ci. Une usine y a été construite pour la destruction de ce stock en service depuis 2009.

## Population
Recensements (*) ou estimations de la population
| 1939* | 1959*  | 1970*  | 1979*  | 1989*  | 2002*  |
| ----- | ------ | ------ | ------ | ------ | ------ |
| 7 600 | 10 272 | 10 822 | 10 379 | 11 094 | 10 602 |

| 2010*  | 2012   | 2013   | 2014   | 2015   | 2016 |
| ------ | ------ | ------ | ------ | ------ | ---- |
| 10 973 | 10 793 | 10 743 | 10 577 | 10 310 | -    |